# Liberato
Liberato es un cantante italiano cuya identidad es anónima.Aunque en sus letras predomine el idioma napolitano, suele también mezclar palabras o frases enteras en italiano, inglés, francés y español.

## Biografía

### Identidad
Desde el principio, Liberato ha optado por un anonimato total, al punto de nunca revelar siquiera su rostro. En una rara entrevista concedida a la revista Rolling Stone, afirmó tan solo haber nacido en Nápoles y llamarse Liberato. Su fecha de nacimiento no es conocida con certidumbre, aunque en 2023, uno de sus colaboradores señaló que tenía 32 años.
El misterio relacionado con su verdadera identidad es uno de los rasgos más distintivos de su figura. Para protegerla, en sus conciertos suele ser acompañado por sosias o esconderse tras una pantalla.

### Comienzos y primer álbum (2017-2019)
Su carrera empieza el 14 de febrero de 2017, cuando estrena en YouTube el videoclip de su primera canción, Nove maggio, el cual, al día siguiente se publicará también en las principales plataformas. El 9 de mayo del mismo año estrena el segundo sencillo, Tu t'e scurdat' 'e me, y por primera vez aparece en vídeo la figura de Liberato, aunque nunca se le ve la cara. En 2017 lanza su tercer sencillo, Gaiola Portafortuna, publicado el 19 de septiembre, una fecha significativa al conmemorarse la festividad de San Gennaro, patrono de Nápoles, así como el aniversario de la masacre de Castel Volturno, episodio histórico en el que la camorra mató a seis inmigrantes de origen africano.
A comienzos de 2018 sube en YouTube el vídeo de Me staje appennenn' amò, donde se destaca especialmente la temática LGBT. Tras meses de ausencia en las redes sociales, el 12 de junio de 2019 publica su primer álbum con el título de Liberato.

### Ultras(2020-2021)
En 2020, compone e interpreta la banda sonora de la película de Netflix "Ultras", y el 23 de marzo de ese año lanza un álbum homónimo con las canciones del film, donde contará con la colaboración de los artistas 3D (alias de Robert del Naja, miembro de Massive Attack) y Gaika.
El 9 de mayo de 2021 lanza el sencillo E te veng' a piglià, y el 22 de junio del mismo año se estrena la canción Chiagne ancora de Ghali, con la participación de Liberato y del rapero J Lord.

### Liberato II(2022-presente)
Su segundo álbum original se publica el 9 de mayo de 2022 bajo el nombre de Liberato II y compuesto por 6 canciones inéditas y una versión electrónica de la tarantela tradicional Ciccerenella. El estreno del álbum ha sido acompañado por la publicación en YouTube del videoclip de Partenope, donde aparece el actor Giacomo Rizzo. En julio de 2022 realiza un concierto gratuito en la isla de Procida, contando con la colaboración de la empresa de alimentación Voiello. Fue dedicado en parte a sus seguidores en la región de Campania.
El 3 de marzo de 2023 publica el sencillo 'O dj (Don't give up), banda sonora de la película Mixed by Erry de Sydney Sibilia. En la misma época anuncia una gira musical por Europa durante el verano de 2023, con presentaciones en Berlín, París, Londres y Dour, y concluyendo en Nápoles con tres noches de concierto en la Plaza del Plebiscito.
Durante esta gira, Liberato aparece en el Estadio Diego Armando Maradona de Nápoles como parte del festejo de la victoria del equipo Napoli al obtener  el scudetto de la Serie A, la más prestigiosa liga del fútbol italiano. En esta ocasión interpreta una versión al piano de su canción 'O core nun tene padrone, en la cual menciona a todos los jugadores del equipo de dicha temporada y a su director técnico, Luciano Spalletti.

## Discografía

### Álbumes
- 2019 – Liberato
- 2022 – Liberato II
- 2025 – Liberato III

### Bandas sonoras
- 2020 – Ultras

### Sencillos

#### Como artista principal
- 2017 – Nove maggio
- 2017 – Tu t'e scurdat' 'e me
- 2017 – Gaiola portafortuna
- 2018 – Me staje appennenn' amò
- 2018 – Intostreet
- 2018 – Je te voglio bene assaje
- 2020 – We Come from Napoli (con 3D y Gaika)
- 2020 – 'O core nun tene padrone (feat. 3D)
- 2021 – E te veng' a piglià
- 2023 – 'O Dj (Don't Give Up)
- 2023 – 'O core nun tene padrone (1926 mix)
- 2024 – Lucia (Stay with Me)
- 2025 – Viennarì

#### Como artista invitado
- 2021 – Chiagne ancora (con Ghali y J Lord)
- 2021 – Je 'o tteng e t'o ddòng (con Bawrut)
- 2024 – Sbagli e te ne vai (con Co'Sang)

## Giras
- TOURNAMM' A CAS (2023)[8]